# 乔治·索珀
乔治·A·索珀（英語：George A. Soper，1870年2月2日—1948年6月17日）是一位美国排污工程师，知名于发现了伤寒的健康携带者瑪莉·馬龍，时人称“伤寒玛丽”（"Typhoid Mary"）。